# 日輪寺 (茨城県大子町)
日輪寺（にちりんじ）は、茨城県久慈郡大子町の八溝山の中腹、八合目付近にある天台宗の寺院。山号は八溝山。本尊は十一面観世音菩薩であり、坂東三十三観音第21番札所である。
本尊真言：おん まか きゃろにきゃ そわか
ご詠歌：迷ふ身が今は八溝へ詣りきて 仏のひかり山もかがやく

## 歴史
創建については不詳であるが、寺伝では白鳳年間（7世紀後半）に役小角が開いた寺と伝えられる。その後に廃寺となったが、大同2年（807年）空海が、本尊に空海の自作という十一面観音を祀り中興したと伝えられ、永延3年（989年）には観音霊場のひとつとなった。平安時代から鎌倉時代にかけて修験者など行者を中心に霊場化し、特に鎌倉時代からは坂東二十一番札所として不動の信仰を得ることとなる。室町時代以降隆興し、文明年間（15世紀後半）には、本堂内に総欅造りの大伽藍、地蔵堂など堂宇のすべてが揃う壮大な伽藍がいらかを連ねる大寺であったとされる。江戸時代には江戸幕府から朱印状7石を与えられ、徳川光圀も寺維持に意を注いで援助したといわれる。光圀の時代の寛永20年（1643年）に火災で伽藍は焼失し、万治3年（1660年）に再建されるも明治時代に入ってからは衰退し、1880年（明治13年）には山火事に遭い、本尊を残して再び焼失。現在は観音堂ほか数棟を残すのみとなっている。
茨城県最高峰である八溝山の八合目付近に位置することから坂東三十三観音巡礼における最大の難所と言われ、山頂へと至る林道が整備されるまでは、日輪寺まで登ることの難しい巡礼者は麓からの遥拝という形をとることもあった。

## 所在地・交通
所在地
- 茨城県久慈郡大子町上野宮2134　八溝山8合目

交通
- 水郡線（JR東日本）常陸大子駅からタクシーで40分
- 常磐自動車道那珂ICから車で約2時間（約70km）
- 公共交通機関でのアクセスは困難（水郡線常陸大子駅から茨城交通バス、蛇穴（じゃけつ）行き（※1日4本）で終点「蛇穴」下車、バス停から徒歩2時間）

拝観時間
- 夏季 8:00～16:30、冬季 9:00～16:00 （1月・2月は雪のため閉山、御朱印は可能）

## 前後の札所
坂東三十三観音
20 西明寺 (栃木県益子町)　--　21 日輪寺　--　22 佐竹寺